# Teresa Velasco
Teresa Velasco (San Gabriel (Jalisco), 6 de agosto de 1924-Zapopan,1 de octubre de 2011) fue una poeta mexicana.

## Biografía
Su padre fue Antonio Velasco Cuevas maestro del arte musical, director de ópera y zarzuela, de orquesta y maestro consagrado a esta profesión. Contó entre sus discípulos con el compositor Blass Galindo, entre otras personalidades amantes de la música originarios de la población de San Gabriel. Su madre, Josefina Villalpando, era soprano.  
Velasco desde niña creció en un ambiente artístico desarrollando el gusto por el arte de la palabra. A los doce años ya escribió una zarzuela y fue llevada a escena con gran éxito. Sus padres se trasladaron a Guadalajara cuando ella era todavía una niña viviendo en esta ciudad gran parte de su vida. Contrajo matrimonio y tuvo dos hijas, Cristina e Irma. Tuvo 4 nietos y 7 bisnietos y 1 tataranieto. 

## Su obra
Su poesía ha sido publicada en varios periódicos como el Occidental de Guadalajara  y en el periódico Rumbos de la Rivera de Chapala.  

### Obras notables
Amado mio, Bellos recuerdos, Lluvia de estrellas, Un pensamiento a la mujer, Recuerdos de mi madre, Una joven de dieciocho años, Costumbres de Guadalajara hace setenta años, Cita de amor, Una rosa blanca, El y yo, Paloma mía, Viernes santo, Señor no te veo.
Sus poemas han sido asimismo transmitidos en varias radiodifusoras: 
- En programas de la XEW, en el 1190 A.M. se leyeron poemas suyos.

- En el programa "La hora informal" que conducía Salvador Jiménez Lozano, en ese tiempo director de Televisa Radio y posteriormente director de RATO (Radiofusoras y Televisoras de Occidente)

- En la XEW, en el programa "Sábados musicales W" conducido por el licenciado Guillermo Ruiz Jaúregri, en donde tenía un espacio para declamar en voz de la propia autora y de su hija Cristina o de su nieta Teresita.
- En el programa de la XEW "El mundo de la mujer tapatía" conducido por Martha Delia Romero y en otros programas de los domingos, también conducidos por ella misma, en los que se hablaba de algunos municipios como San Gabriel, de donde originaria.
- En Radio Mujer, en "El rincón de Sor Juana" conducida por Martha Medrano se le dedicó un espacio a su obra.
- El 880 de A.M con el licenciado José Herminio Jasso, en Radio Escucha, Radio María, XEJB, Triple A y Canal 58 fueron otras emisoras donde se escucharon sus creaciones.
- Del mismo modo sus poemas fueron presentados en Telecable Zapopan en el programa "Mujer al aire" conducido por Laura Susana Ruelas y Norma Rubalcava Rubalcava.

En el año 2000 ingresó al taller de poesía y declamación que dirige el maestro Jorge Sandoval Fuentes. Velasco colaboró activamente con su obra poética en los recitales que periódicamente presentó dicho grupo en esta ciudad de Guadalajara, así como los encuentros de declamación en los que participa la Asociación y que se celebran en diferentes ciudades de la República.